# Lo desconocido
Lo desconocido es una serie-documental panameña del año 2016, creado originalmente por Elmis Castillo. Es transmitida por TVN todos los domingos a las nueve de la noche. Comenzó su transmisión el 12 de junio de 2016.
La serie se basa en hechos reales, de sucesos paranormales que han ocurrido en diferentes lugares del país. Castillo y Zelaya irán entrevistando a testigos que sepan de la situación, o a los mismos involucrados. 
La primera temporada, contaría originalmente con ocho episodios, pero una semana no se transmitió, lo cual quedaría eliminado el capítulo de la serie, ya que retrasaría la fecha que se tenía para su final, no buscando otras soluciones para no eliminarlos. Actualmente, Elmis Castillo y Juan Zelaya han decidido negociar por una segunda temporada la cual no está confirmada, y solo es un rumor.

## Producción
Desde 2014, Elmis Castillo y su equipo han tenido la idea de organizar una especie de documental acerca de los sucesos paranormales que han ocurrido en diferentes épocas de Panamá, grabándola desde el año 2014. No fue hasta dos años después, que se decide promocionar la serie y siendo TVN quien la compre y la transmita.

## Cambio de horario y Problema con el padre David Cosca
Luego del estreno del segundo capítulo de la serie, se da a conocer que el padre David Cosca no fue consultado para la publicación de dicha entrevista. Elmis Castillo y Juan Zelaya lo entrevistaron, y el aceptó. Pero en ningún momento, le avisaron que la entrevista sería expuesta a una serie que estaba realizando la Televisora Nacional de Panamá.
Al final, se llegó a un acuerdo en el que se evitaría algún tipo de juicio, solamente cambiando el título del episodio para que el público no llegara a tomar a mal la situación sucedida con Cosca en su juventud.
Los dos primeros capítulos fueron transmitidos a las 7 de la noche, pero debido al contenido fuerte del segundo episodio, TVN decide cambiar de horario la serie, a las 9 de la noche y decide colocarle Categoría C (no apta para menores de edad).

## Episodios
| N.º | Título                         | Director    | Guionista      | Estreno             |
| --- | ------------------------------ | ----------- | -------------- | ------------------- |
| 1 | «Terror en Darién»             | Juan Zelaya | Elmis Castillo | 12 de junio de 2016 |
| En esta ocasión Elmis Castillo y Juan Zelaya viajan a la Provincia de Darién para conocer los hechos de 2012. Nicholas Tuffney es un estadounidense que vive en aquella provincia donde trabaja de profesor, aprovechando esta situación, abusa constantemente de las chicas a las que les da clases grabando videos pornográficos para venderlas por Internet. Al ser denunciado por los padres de las menores, Tuffney hace un ritual demoníaco que provoca que algunas de las chicas vivan sucesos paranormales como apariciones, y hasta sean poseídas por los espíritus. |                                |             |                |                     |
| 2 | «El milagro de David Cosca»    | Juan Zelaya | Elmis Castillo | 19 de junio de 2016 |
| En esta ocasión, el dúo interroga al famoso y polémico padre David Cosca, que cuenta como llegó a ser sacerdote. Al principio Cosca no tenía fe en Dios, su madre era la que se lo inculcaba. Cosca tenía un grupo de amigos con los que gastaba su dinero en drogas, sexo y alcohol. A un punto de no poder más, Cosca y sus amigos se unen a una secta satánica con personas que rinden tributos a Satanás. Finalmente, Cosca decide alejarse de aquella tormentosa vida para unirse a Dios, dedicarle su vida por entero a él y agradecerle por haberlo salvado de aquel suceso. |                                |             |                |                     |
| 3 | «Visitantes de los cielos»     | Juan Zelaya | Elmis Castillo | 26 de junio de 2016 |
| Zelaya y Castillo averiguan la verdad acerca de si existen o no los ovnis, y sobre los avistamientos de estos en diversas partes de Panamá. En el episodio se presenta una pareja que espera un hijo, y durante su embarazo se presentan manifestaciones de extraterrestres y seres desconocidos que atormentan a la madre, finalmente el bebé desaparece misteriosamente sin haber nacido ni nada. En otra parte, un profesor explica cómo aparecen los ovnis durante su niñez y adolescencia y cómo coincidía con tragedias o eventos ocurridos en el país, y de igual forma como él vivía en carne propia el tormento de estos seres que hasta ahora, no han existido pruebas de demostrar su existencia. |                                |             |                |                     |
| 4 | «La cruz maldita»              | Juan Zelaya | Elmis Castillo | 3 de julio de 2016  |
| Zelaya y Castillo, interrogan a los diversos testigos de lo que ocurrió hace un par de décadas. Un hombre llamado Carlos, es un parrandero y problemático que ha sido detenido en varias ocasiones por hacer estragos mientras está ebrio. Su esposa cansada de esta situación, le dice que mejore pero él se niega, y se va a sus borracheras. En una de sus miles borracheras, entra al cementerio y destruye gran parte de las tumbas de los muertos. Hipólita es una mujer de raza indígena que murió debido a una neumonía, sus hijos deciden visitarla pero como no saben cual es su tumba debido a lo ocurrido con Carlos, no pueden visitarla. Esto provoca que Hipólita venga del más allá y atormente a Carlos todas las noches hasta que coloque nuevamente la cruz que lleva su nombre, en la tumba de ella para que sus hijos la puedan visitar. |                                |             |                |                     |
| 5 | «Duendes en el Valle de Antón» | Juan Zelaya | Elmis Castillo | 10 de julio de 2016 |
| Zelaya y Castillo, hablarán con un señor que sabe acerca de una historia de duendes en el famoso Valle de Antón. Cuenta la leyenda que Darío, es un hombre que trabaja de diferentes formas para ganar dinero y poder tener una vida estable con su esposa que está embarazada. Harto ya de vivir en la miseria, y al no querer creer en Dios, decide hacer un pacto con un demonio para tener una vida llena de ganancias. El demonio propone que vivirá siempre en las comodidades, pero que con vida pagará los favores. Darío acepta. Ya pasando los años y teniendo una vida normal, la hija de Darío es atormentada constantemente por un duende, lo que provoca cierto aislamiento social con los demás. Darío no presta atención a estas situaciones y maltrata verbalmente tanto a su esposa como a su hija, el sabiendo que la culpa es del pacto que hizo con el demonio. Finalmente, la hija de Darío es asesinada por estos demonios y Darío reacciona muy tarde. La esposa queda completamente sola y en una profunda depresión, mientras que Darío se vuelve loco debido al grave error que cometió. |                                |             |                |                     |
| 6 | «Amores oscuros»               | Juan Zelaya | Elmis Castillo | 24 de julio de 2016 |
| Zelaya y Castillo, entrevistarán a la hija de una afectada por actos de "Brujería". En el episodio se presenta a una mujer que hace ejercicios todas las mañanas junto a su amiga. En el mismo parque hace ejercicios un hombre muy guapo y de buen cuerpo, del cual la mujer está enamorada, pero ese mismo día se da cuenta de que el chico tiene novia y ella se decepciona totalmente. Sufriendo por el amor de un hombre y viviendo sola junto a su hija, su amiga le influencia en realizar actos de brujería para que el hombre recurra a ella. Toda una noche realizando estos actos, terminan, pero al pasar del tiempo ella se da cuenta de que no está funcionando su plan y el hombre sigue con su novia. Desde entonces, empiezan a pasar sucesos paranormales en la casa, hasta el punto de que su hija se contacte con el espíritu. La mujer y su amiga buscan a una santera para que las ayude, pero esta se da cuenta de que el espíritu es muy fuerte y no podrá con él. Al final, los sucesos no pararán hasta terminar con la extraña amistad e irse lejos del lugar. En otra parte del episodio, ellos entrevistarán a una mística que cuenta la historia. Un joven ha terminado la relación de años con una chica depresiva. Esta jura que se vengará de ello. Pasa el tiempo, y el joven consigue otra novia mucho más bonita que la anterior, pero empiezan a ocurrir sucesos extraños como, la aparición del abuelo a mitad de su camino hacia su apartamento, mientras tiene relaciones sexuales con su novia les aparece un espíritu del que solo ella se percata, el intento de asesinato contra la novia y el chico poseído por espíritu. Ellos recurren a la mística que les ayuda con la situación y termina con la maldición lanzada por la exnovia.                                            |                                |             |                |                     |
| 7 | «Exorcismo en Villa Lucre»     | Juan Zelaya | Elmis Castillo | 31 de julio de 2016 |
| Zelaya y Castillo, entrevistan a una vecina testigo del suceso del "Exorcismo de Villa Lucre". Carmen es una muchacha que vive en el interior (En Panamá, se le llama "El interior" a las provincias que corresponden al oeste de la república), con su padre y su madrastra. Ella intenta buscar trabajo en el lugar donde vive, pero una señora le comenta acerca de un trabajo en la Ciudad de Panamá. Esta se niega a ir, y decide cuidar a su padre. Lo que esta no sabe es que su madrastra se ha metido a hacer brujerías para que su situación económica mejore. El padre de Carmen muere en un accidente en caballo, por lo que ella decide ir a buscar trabajo en la capital lejos de su madrastra, que ha sido mala con ella y que aprovecha cada momento para humillarla. Ella va a la ciudad y se encuentra con una señora que la contrata para hacer los quehaceres del hogar y la niñera de sus hijos. Todo parecía ir bien, pero Carmen empieza a sufrir las consecuencias de los actos santeros de su madrastra, y es poseída por el demonio. Sus patrones al intentarla ayudar también sufren sucesos paranormales en su hogar, por lo que recurren a un sacerdote para que le realicen un exorcismo a la muchacha. El sacerdote va a la casa y en medio de cambios de lenguaje, maldiciones y todo, la muchacha se manifiesta como un demonio, pero al final lográndola exorcizar. Los vecinos de la casa, empiezan a experimentar también los sucesos paranormales, por lo que todos deciden hablar con un sacerdote, el cual realiza una vigilia y una procesión todos los días, poco a poco hasta que todos los espíritus malignos se vayan de la región. Esto convirtiéndose como un mal episodio vivido por todo el lugar, por lo que los habitantes han decidido olvidarlo, aunque no se pueda borrar. |                                |             |                |                     |

- Datos: Q28246720